# Liste des aéroports en Tunisie
Le tableau ci-dessous fournit une liste des aéroports en Tunisie.

## Liste
| Ville        | Gouvernorat | Code OACI | Code AITA | Nom                                                       | Coordonnées                       |
| Bizerte      | Bizerte     | DTTB      | OIZ       | Base aérienne de Sidi Ahmed (militaire)                   | 37° 14′ 44″ N, 9° 47′ 29″ E       |
| Borj El Amri | Manouba     | DTTI      |           | Aérodrome de Borj El Amri                                 | 36° 43′ 16″ N, 9° 56′ 35″ E       |
| Djerba       | Médenine    | DTTJ      | DJE       | Aéroport international de Djerba-Zarzis                   | 33° 52′ 30″ N, 10° 46′ 31″ E      |
| El Borma     | Tataouine   | DTTR      | EBM       | Aérodrome d'El Borma                                      | 31° 42′ 15″ N, 9° 15′ 17″ E       |
| Enfida       | Sousse      | DTNH      | NBE       | Aéroport international d'Enfidha-Hammamet                 | 36° 05′ 31″ N, 10° 24′ 50″ E      |
| Gabès        | Gabès       | DTTG      | GAE       | Aéroport de Gabès-Matmata (civil et militaire)            | 33° 44′ 00,13″ N, 9° 55′ 05,55″ E |
| Gafsa        | Gafsa       | DTTF      | GAF       | Aéroport international de Gafsa-Ksar (civil et militaire) | 34° 25′ 19″ N, 8° 49′ 21″ E       |
| Kasserine    | Kasserine   |           |           | Aérodrome de Thélepte                                     | 35° 00′ 15″ N, 8° 35′ 37″ E       |
| Monastir     | Monastir    | DTMB      | MIR       | Aéroport international de Monastir Habib-Bourguiba        | 35° 45′ 29″ N, 10° 45′ 17″ E      |
| Remada       | Tataouine   | DTTD      |           | Aéroport de Remada (militaire)                            | 32° 18′ 22″ N, 10° 22′ 56″ E      |
| Sfax         | Sfax        | DTTX      | SFA       | Aéroport international de Sfax-Thyna                      | 34° 43′ 04″ N, 10° 41′ 27″ E      |
| Tabarka      | Jendouba    | DTKA      | TBJ       | Aéroport international de Tabarka-Aïn Draham              | 36° 58′ 48″ N, 8° 52′ 37″ E       |
| Tozeur       | Tozeur      | DTTZ      | TOE       | Aéroport international de Tozeur-Nefta                    | 33° 56′ 23″ N, 8° 06′ 38″ E       |
| Tunis        | Tunis       | DTTA      | TUN       | Aéroport international de Tunis-Carthage                  | 36° 51′ 04″ N, 10° 13′ 38″ E      |

## Carte
| \| 50 km1:6 099 000 \| Djerba · Zarzis Tunis · Carthage Enfidha · Hammamet Gabès · Matmata Gafsa · Ksar Monastir · Habib-Bourguiba Sfax · Thyna Tabarka · Aïn Draham Tozeur · Nefta El Borma Remada Borj · El Amri Sidi · Ahmed |
| 50 km1:6 099 000 |

## Sources
- (en) Cet article est partiellement ou en totalité issu de l’article de Wikipédia en anglais intitulé « List of airports in Tunisia » (voir la liste des auteurs).